# Kirnberg an der Mank
Kirnberg an der Mank là một thị xã thuộc huyện Melk trong bang Niederösterreich.